# Piotr Krakowiak

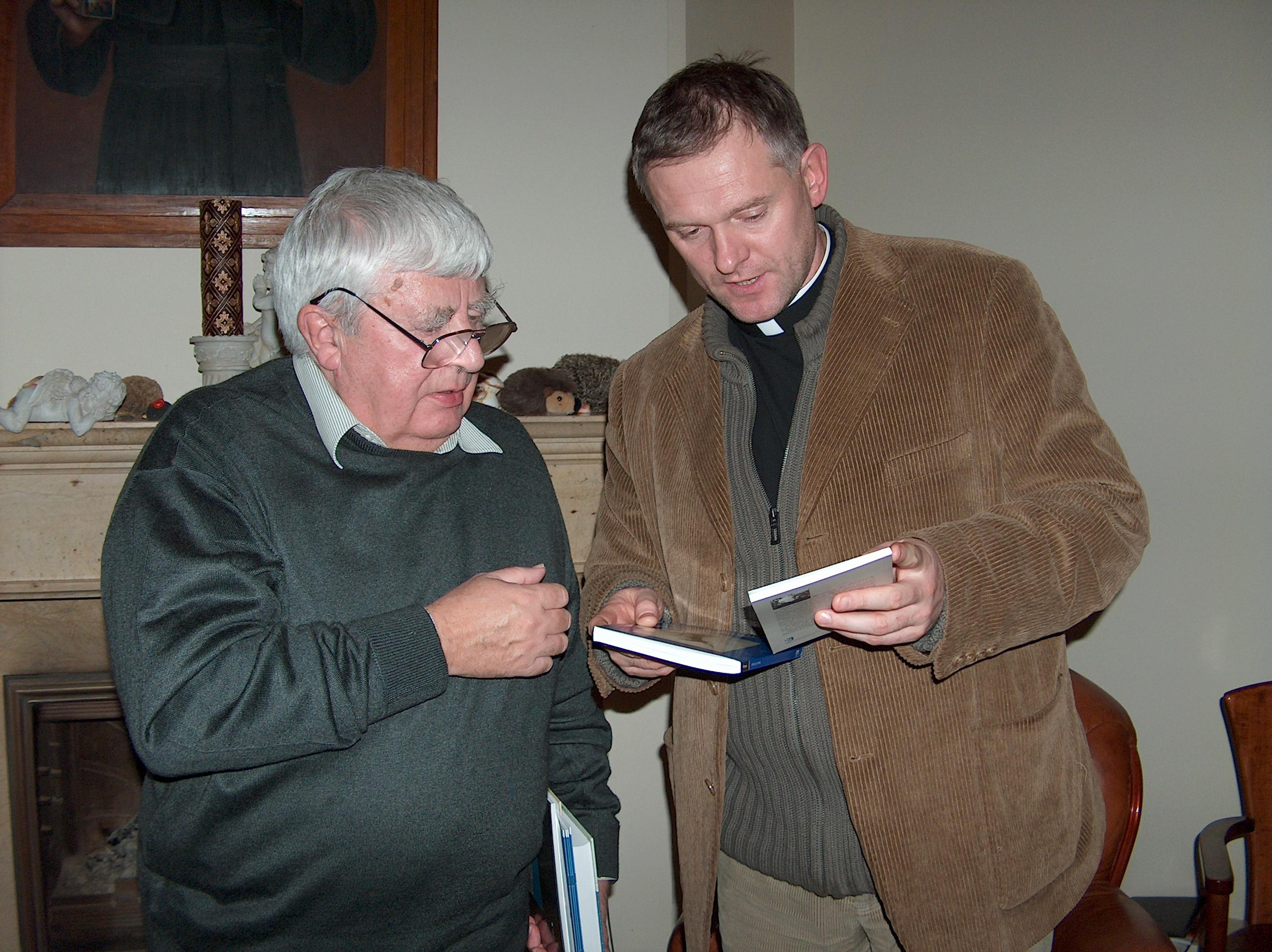
Prof. Julian Stolarczyk i ks. Piotr Krakowiak

Piotr Krakowiak (ur. 12 września 1965 w Koszalinie) – ksiądz pallotyn, teolog i psycholog; dyrektor gdańskiego Hospicjum im. ks. E. Dutkiewicza SAC (dawniej Hospicjum Pallottinum), założyciel Fundacji Hospicyjnej, Krajowy Duszpasterz Hospicjów.

## Życiorys
Święcenia kapłańskie przyjął 8 maja 1993 w Ołtarzewie z rąk bp. Alojzego Orszulika.
W 1993 został kapelanem hospicjum ks. Eugeniusza Dutkiewicza w Gdańsku. W latach 1994–2000 przebywał na studiach we Włoszech i w USA. Jego badania naukowe i praktyki w Poliklinice Gemelli w Rzymie, w hospicjach i szpitalach w USA dotyczyły psychologicznych i duchowych aspektów opieki paliatywnej. W 2001 zakończył studia interdyscyplinarnym doktoratem z teologii i psychologii pastoralnej.
Powrócił do Gdańska w 2000 jako hospicyjny kapelan i psycholog. Pracował także jako psycholog w gdańskiej Klinice Onkologii i Radioterapii Akademii Medycznej.
Od 2001 jest wykładowcą psychologii pastoralnej i medycyny pastoralnej w pallotyńskim Wyższym Seminarium Duchownym w Ołtarzewie.
Po śmierci ks. Dutkiewicza w 2002 ks. Piotr Krakowiak został dyrektorem Hospicjum w Gdańsku. W tym samym roku został powołany na Krajowego Duszpasterza Hospicjów przy Konferencji Episkopatu Polski.
W roku 2004 utworzył Fundację Hospicyjną, której celem jest wspieranie hospicjów w całej Polsce. Był też inicjatorem portalu Hospicja.pl oraz ogólnopolskich kampanii społeczno-edukacyjnych Hospicjum to też Życie.
W czerwcu 2007 został przez „Dziennik Bałtycki” ogłoszony „Człowiekiem Roku 2006”.
Od 2007 roku został koordynatorem ogólnopolskiego projektu rozwoju wolontariatu hospicyjnego „Lubię Pomagać” w którym biorą udział hospicja i ośrodki medycyny paliatywnej z całej Polski.
W listopadzie 2007 roku przeprowadził wykład podczas Międzynarodowego Sympozjum na Watykanie. Wykład dotyczył roli wolontariatu w opiece nad starszymi i nieuleczalnie chorymi. Podczas audiencji u Benedykta XVI prosił o błogosławieństwo dla ruchu hospicyjnego w Polsce.
W lutym 2008 roku wraz z prof. de Walden-Gałuszko i prof. Łuczakiem został wyróżniony nagrodą specjalną Św. Kamila, przyznaną osobom zasłużonym dla ruchu hospicyjnego i medycyny paliatywnej.
Od 2008 roku rozpoczął współpracę z Polską Prowincją Bonifratrów, tworząc teoretyczne i praktyczne podstawy Podyplomowej Szkoły Opieki Duszpasterskiej w Służbie Zdrowia i Pomocy Społecznej św. Jana Bożego. Szkoła rozpoczęła działalność w 2011 roku.
W maju 2009 został wybrany przez mieszkańców miasta Gdańszczaninem Roku 2008.
W październiku 2010 roku otrzymał nagrodę „Toruński Anioł” w uznaniu ogólnopolskich działań Fundacji Hospicyjnej związanych z przeprowadzeniem akcji rozwoju wolontariatu hospicyjnego „Lubię pomagać”.
W listopadzie 2010 roku zainicjował utworzenie Fundacji „Lubię Pomagać”, mającej na celu przenoszenie dobrych praktyk zespołowej opieki paliatywno-hospicyjnej do innych dziedzin ochrony zdrowia i pomocy społecznej.
W 2011 roku jedna z publikacji przygotowanych i wydanych pod redakcją P. Krakowiaka i współpracowników, w trakcie projektu rozwoju wolontariatu hospicyjnego „Lubię Pomagać”, ukazała się w języku włoskim w wydawnictwie Papieskiego Uniwersytetu Salezjańskiego (UPS) w Rzymie.
Od 2011 roku ks. Krakowiak pracuje naukowo na Uniwersytecie Mikołaja Kopernika (UMK) w Toruniu i Papieskim Uniwersytecie Jana Pawła II (UPJP2) w Krakowie, zajmując się zagadnieniami u kresu życia, społecznymi elementami opieki i wolontariatem. W Krakowie pełni funkcję kierownika Podyplomowych Studiów z zakresu służby zdrowia i pomocy społecznej – „Szkoła św. Jana Bożego”. Szczegóły na temat pierwszej w Polsce oferty edukacyjnej przygotowującej do zespołowej opieki duszpasterskiej z udziałem księży, sióstr i braci zakonnych, a także osób świeckich oraz warunki rekrutacji są dostępne na stronie zakonu bonifratrów.
W lutym 2012 roku ks. Krakowiak został uhonorowany złotą odznaką „Za zasługi w pracy penitencjarnej”. Minister Sprawiedliwości i Dyrekcja Służby Więziennej wyróżnili Krajowego Duszpasterza Hospicjów, który współpracował z jednostką penitencjarną w Gdańsku od 2002 roku, angażując skazanych do pracy w wolontariacie w hospicjum. W 2008 roku zainicjował cykl szkoleniowy „WHAT – Wolontariat Hospicyjny jako narzędzie Akceptacji i Tolerancji dla osób opuszczających placówki penitencjarne”. Dzięki temu zaangażowaniu dziś skazani są wolontariuszami w 30 hospicjach w całym kraju, a zjawisko wolontariatu hospicyjnego skazanych jest ewenementem na skalę światową.
W marcu 2013 roku ks. Krakowiak został przez prezydenta Bronisława Komorowskiego odznaczony Krzyżem Oficerskim Orderu Odrodzenia Polski.
W dniu 24 września 2013 roku po pozytywnie ocenionym kolokwium habilitacyjnym na Wydziale Nauk Pedagogicznych Uniwersytetu Mikołaja Kopernika w Toruniu Piotr Krakowiak otrzymał stopień doktora habilitowanego nauk społecznych.
Jest członkiem Rady Naukowej czasopisma Medycyna Paliatywna w Praktyce.
Od 2011 roku aktywny organizator przedsięwzięcia, a od 2013 roku koordynator polskiego zespołu podyplomowych studiów dla liderów opieki paliatywnej w Europie – http://www.eupca.eu/ i członek Komitetu Sterującego oraz wykładowca w ramach tej inicjatywy edukacyjnej 4 wiodących środowisk akademickich w Europie (Anglia, Niemcy, Polska, Rumunia), finansowanych przez Fundację Roberta Boscha, a wspieranych przez Europejskie Stowarzyszenie Opieki Paliatywnej – http://www.eapcnet.eu/
Od 2013 roku członek Komitetu Sterującego międzynarodowej organizacji promującej integrację duchowości do opieki zdrowotnej i pomocy społecznej – The Global Network for Spirituality & Health (GNSAH). Uczestnik międzynarodowych konferencji i warsztatów dla profesjonalistów i badaczy duchowości w opiece, organizowanych w Washington DC, USA. 
Od 2016 roku koordynator międzynarodowego projektu badawczego polskich emigrantów zarobkowych w Szkocji, dotyczącego badania sytuacji Polaków (emigrantów zarobkowych w ramach mechanizmów EU) w Szkocji – ich problemów, potrzeb i oczekiwań. W 2021 roku ukazała się pierwsza z publikacji książkowych na ten temat: Biernat Tomasz, Krakowiak Piotr, Leszniewski Tomasz, Emigracja zarobkowa Polaków do Szkocji: społeczne i kulturowe konteksty adaptacji, Toruń, Wydawnictwo Naukowe Uniwersytetu Mikołaja Kopernika: 2021. W przygotowaniu są kolejne publikacje z tych badań problemów emigracyjnych, połączonych z wyzwaniami związanymi z pandemią Covid 19 oraz problemami obywateli Polski i EU po prowadzeniu procedur wyjścia UK z EU w ramach BREXIT i po jego wprowadzeniu.
Od 2021 roku tematyka wsparcia osób po stratach, osieroconych po smierci bliskich  i po traumatycznych wydarzeniach, w tym w wyniku wojen i traumatycznych wydarzeń stała się na powrót obszarem badawczym i przestrzenią do publikacji i popularyzacji wiedzy. Pomagają w tym rozdział w Brytyjskim wydawctwie z 2021 roku:  Mortality and loneliness: towards less-lonely grief, The Bloomsbury handbook of solitude, silence and loneliness, rececenzowana monografia autorska z 2022 roku: Wokół straty i żałoby. Jak sobie poradzić? Jak pomóc innym?, a także artykuł naukowy z 2023:  Pan strzeże przychodniów, chroni sierotę i wdowę (Ps 146,8).Pomoc po stratach oraz ważnym zadaniem duszpasterskim w parafiach. Paedagogia Christiana 2/52, 2023, artykuł dostępny online: W przygotowaniu są kolejne publikacje na ten temat.

## Publikacje
- Duszpasterstwo Służby Zdrowia w Polsce: osiągnięcia i wyzwania (red. z ks. Eugeniuszem Dutkiewiczem), Gdańsk 1999. ISBN 83-910374-8-7.
- P. Krakowiak, Możliwości adaptacji Programu CPE - Clinical Pastoral Education - do formacji pastoralnej Duszpasterstwa Hospicyjnego w Polsce. Studium z zakresu Apostolstwa Chorych, UKSW, Warszawa 2001.[praca doktorska] , dostępna online: https://www.academia.edu/143146554/Krakowiak_P_Doctorate_Warsaw_PL_2001
- P. Krakowiak Zdążyć z prawdą. O sztuce komunikacji w hospicjum, Gdańsk 2006. ISBN 83-922170-1-2.
- Ksiądz Eugeniusz Dutkiewicz SAC. Ojciec ruchu hospicyjnego w Polsce (red. P. Krakowiak, A. Stolarczyk), Gdańsk 2007. ISBN 83-922170-2-0.
- P. Krakowiak, Strata,osierocenie i żałoba. Poradnik dla pomagających i dla osób w żałobie, Gdańsk 2007. ISBN 978-83-7555-037-5.
- Podręcznik koordynatora wolontariatu hospicyjnego (red. J. Binnebesel, P. Krakowiak, A. Modlińska), Gdańsk 2008. ISBN 978-83-7555-056-6.
- Podręcznik wolontariusza hospicyjnego (red. P. Krakowiak, A. Modlińska), Gdańsk 2008. ISBN 978-83-7555-076-4.
- P. Krakowiak, Dzieje pallotyńskiego hospicjum w Gdańsku, Gdańsk 2008. ISBN 83-922170-6-3.
- Jak rozmawiać z uczniami o końcu życia i wolontariacie hospicyjnym (red. J. Binnebesel,  A. Janowicz, P. Krakowiak), Gdańsk 2009. ISBN 978-83-7555-147-1.
- Pozamedyczne aspekty opieki paliatywno-hospicyjnej (red. J. Binnebesel,  A. Janowicz, P. Krakowiak, A. Paczkowska), Gdańsk 2010. ISBN 978-83-922170-7-7.
- Lubię pomagać. Program rozwoju wolontariatu hospicyjnego (red. P. Krakowiak,  A. Janowicz, O. Woźniak), Gdańsk 2010, ISBN 978-83-922170-9-1.
- Przewlekle chory w domu. Poradnik dla rodzin i opiekunów (red. P. Krakowiak, D Krzyżanowski, A. Modlińska), Gdańsk 2010, ISBN 978-83-931389-0-6.
- Przewlekle chory w domu. Wydanie II, zmienione i rozszerzone (red. P. Krakowiak, D Krzyżanowski, A. Modlińska), Gdańsk 2011, ISBN 978-83-932460-0-7.
- Dolentium Hominum. Duchowni i świeccy wobec ludzkiego cierpienia (red. A. Muszala, J. Binnebeselem, P. Krakowiak, M. Krobicki), Kraków 2011, ISBN 978-83-7430-287-6.
- Parlare di cose serie con i bambini a casa e a scuola. La sofferenza e la fine della vita (red. J. Binnebeselem, Z. Formella, A. Janowicz, P. Krakowiak), LAS, Roma 2011, ISBN 978-88-2130-807-9.
- Live with dignity to the end. Clinical and social aspects of palliative and hospice care (red. D. Krzyżanowski, J. Binnebesel, A.M. Fal, P. Krakowiak, A. Steciwko), Opole 2011, ISBN 978-83-62640-24-9.
- Przewlekle chore dziecko w domu. Poradnik dla rodziny i opiekunów (red. J. Binnebesel, Z. Bohdan, P. Krakowiak, D. Krzyżanowski, A Paczkowską, A. Stolarczyk), Gdańsk 2012, ISBN 978-83-931389-3-7.
- P. Krakowiak, Społeczne i edukacyjne funkcje opieki paliatywno-hospicyjnej. Badanie w działaniu 2002-2010, Fundacja Hospicyjna, Gdańsk 2012, ISBN 978-83-61786-00-9.
- P. Krakowiak, Wolontariat w opiece u kresu życia. Geneza, rozwój, funkcjonowanie, możliwości optymalizacji i integracji. Ku syntezie socjopedagogicznej, WN UMK, Toruń 2012, rozprawa habilitacyjna, ISBN 978-83-231-2980-6.
- P. Krakowiak, A. Janowicz (red.) Dzieje pallotyńskiego hospicjum w Gdańsku. Trzydzieści lat w służbie umierającym. 1983-2013, Fundacja Hospicyjna, Gdańsk 2013, ISBN 978-83-931389-6-8.
- P. Krakowiak, A. Paczkowska, A. Janowicz, B. Sikora, Sztuka komunikacji z osobami u kresu życia. Poradnik dla profesjonalistów i opiekunów nieformalnych – rodzin i wolontariuszy, Fundacja Lubię Pomagać, Gdańsk 2013, ISBN 978-83-932460-4-5.
- A. Janowicz, P. Krakowiak, A. Paczkowska, B. Sikora, Zdrowa rozmowa. Sztuka komunikacji z osobami u kresu życia i ich opiekunami, Gdańsk 2014, ISBN 978-83-931389-7-5.
- P. Krakowiak, Młodzież zagrożona wykluczeniem w wolontariacie hospicyjnym, Studia Paedagogica Ignatiana, 2014, nr 17, str. 161-180, online: https://apcz.umk.pl/SPI/article/view/SPI.2014.009; doi:10.12775/SPI.2014.009
- A. Janowicz, P. Krakowiak, A. Stolarczyk (red.), Solidarni. Opieka paliatywno-hospicyjna w Polsce, Gdańsk 2015, ISBN 978-83-940626-2-0.
- A. Janowicz, P. Krakowiak, A. Stolarczyk [Eds.], In Solidarity. Hospice-Palliative care in Poland, Gdańsk 2015, ISBN 978-83-940626-3-7.
- Piotr Krakowiak, WOLONTARIAT NARZĘDZIEM WSPARCIA SPOŁECZNEGO I EDUKACJI W CYKLU ŻYCIA, Bydgoszcz 2015, artykuł dostępny online jako PDF: https://bibliotekanauki.pl/articles/579434
- Frank Donio, Piotr Krakowiak, Martin Manus, Rahul Philips, The Social – charitable Apostolate of the Pallottines in a changing world, Rome: Society of the Catholic Apostolate, 2016, ISBN 978-88-90136-12-2.
- Damps-Konstanska, I., Werachowska, L., Krakowiak, P., Kaczmarek, M., Cynowska, B., Gorecka, D., Krajnik, M., Kozielski, J. & Jassem, E., Acceptance of home support and integrated care among advanced COPD patients who live outside large medical centres. Appl. Nurs. Res., Vol. 31, 2016, s. 60–64, wskaźnik Impact Factor ISI: 1.043.
- Krakowiak Piotr, Skrzypińska Katarzyna, Damps-Konstańska Iwona, Jassem Ewa, Walls and barriers: Polish achievements and the challenges of transformation: building a hospice movement in Poland, Journal of Pain and Symptom Management; J. Pain Symptom Manag., Vol. 52 no. 4, 2016, s. 600–604, Impact Factor ISI: 2.649.
- Krakowiak, Piotr, Kliniczna praca socjalna narzędziem wspierania osób u kresu życia i ich rodzin. W: Praca socjalna jako dyscyplina naukowa? Współczesne wyzwania wobec kształcenia i profesji, red. Martyna Kawińska i Justyna Kurtyka-Chałas, 203-220. Warszawa: Wydawnictwo Naukowe UKSW, 2016.
- Tomasz Leszniewski, Piotr Krakowiak, Tomasz Biernat, Problemy współczesnych migracji na przykładzie doświadczeń Polaków w Szkocji, Kultura i Edukacja 2017, nr 3 (117), s. 11–28.
- Piotr Krakowiak, Praca socjalna w Szkocji wobec zagrożeń dzieci w środowisku lokalnym: na przykładzie instytucji wskazanej osoby – named person, Acta UNC Pedagog., Z.34, 2017, s. 89–101.
- Anna Janowicz, Piotr Krakowiak, Karolina Kramkowska, Rzecz o opiekunach rodzinnych w opiece u kresu życia, w: Człowiek w obliczu kresu życia. Studia interdyscyplinarne, red. B. Antoszewska, S. Przybyliński, Impuls, Kraków 2017, s. 233–248.
- Tomasz Leszniewski, Piotr Krakowiak, Tomasz Biernat, Problemy współczesnych migracji na przykładzie doświadczeń Polaków w Szkocji, Kultura i Edukacja 2017, nr 3 (117), 11-28
- Tomasz Biernat, Piotr Krakowiak, Tomasz Leszniewski, Dagmara Turowska, Wychowanie religijne dzieci emigrantów zarobkowych jako wyzwanie dla rodziców, duszpasterzy i katechetów (na przykładzie Szkocji), Paedagogia Christiana, 1/41 (2018), s. 223–247, open access: https://apcz.umk.pl/czasopisma/index.php/PCh
- Piotr Krakowiak, Leszek Pawłowski, Volunteering in hospice and palliative care in Poland and Eastern Europe, w: The Changing Face of Volunteering in Hospice and Palliative Care, Editors: Ros Scott, Steven Howlett, Oxford University Press 2018, 83.
- Krakowiak Piotr, Deka R, Janowicz A., Solidarity and compassion – prisoners as hospice volunteers in Poland. Ann Palliat Med 2018;7(Suppl 2):S109-S117. doi: 10.21037/apm.2018.03.15; IF-1,262; open access[16]:
- Borowska-Beszta, Beata; Krakowiak, Piotr; Bartnikowska, Urszula; Ćwirynkało, Katarzyna, Focused Ethnography on Disability and Home-based Care in Scotland in Opinions of Polish Migrants Employed as Caregivers: A Preliminary Research Report, International Journal of Psycho-Educational Sciences, Vol. 7, Issue (2), September – 2018, 39-59, open access[17]:
- Ewelina Łęgowska, Piotr Krakowiak, SUPPORT IN BEREAVEMENT: PRACTICAL SOLUTIONS FOR HELPING MOURNERS CHILDREN AND YOUTH, Journal of Psycho-Educational Sciences | Vol. 7, No. 3 London Academic Publishing, December 2018, pp. 67 – 72, open access: ww.journals.lapub.co.uk/index.php/IJPES
- Tomasz Biernat, Piotr Krakowiak, Tomasz Leszniewski, Emigracja zarobkowa jako sytuacja trudna (w świetle aktualnych badań nad polskimi migrantami w Wielkiej Brytanii), Pedagogika Społeczna, nr 1 (71), June 2019, s. 181–199, DOI: 10.35464/1642-672X.PS.2019.1.11
- P. Krakowiak, The Loneliness of Home Care Family Caregivers in Poland. Inspirations from Carers UK regarding Social Education for their Inclusion and Support, „Paedagogia Christiana”, 1/45, 2020, s. 185–200, DOI: 10.12775/PCh.2020.012, ISSN 1505-6872.
- Piotr Krakowiak, Gaps in end-of-life care and lack of support for family carers in Poland and Central Eastern Europe, „Palliative Care and Social Practice”, 14, 2020, s. 263235242095800, DOI: 10.1177/2632352420958001, ISSN 2632-3524 [dostęp 2020-10-06] (ang.).
- Krakowiak Piotr, Wsparcie duchowo-religijne osób u kresu życia i ich bliskich, w: Dylematy etyczne i społeczne w trudnych sytuacjach medycznych początku i końca życia / pod red. Władysława Sinkiewicza, Małgorzaty Chudzińskiej i Grzegorza Grześka, Wydawnictwo Naukowe Uniwersytetu Mikołaja Kopernika, Toruń, 2020, S. 195–214, ISBN 978-83-231-4431-1.
- Krakowiak Piotr, Religijność czy duchowość? Modlitwa czy medytacja? W: Jak żyć, panie doktorze? Psyche / red. nauk. Daniel Śliż i Artur Mamcarz, Warszawa, Medical Education sp. zoo. sp.k.: 2021, S. 199–209, ISBN 978-83-65471-84-0.
- Biernat Tomasz, Krakowiak Piotr, Leszniewski Tomasz, Emigracja zarobkowa Polaków do Szkocji: społeczne i kulturowe konteksty adaptacji, Toruń, Wydawnictwo Naukowe Uniwersytetu Mikołaja Kopernika: 2021, DOI: 10.12775/978-83-231-4606-3, e-ISBN 978-83-231-4606-3. Książką dostępna w wersji Papier, PDF i IBUK[18]. Wersje elektroniczne dostępne tutaj[19]
- James Sarah, Krakowiak Piotr, Mortality and loneliness: towards less-lonely grief, The Bloomsbury handbook of solitude, silence and loneliness / ed. by Julian Stern, Christopher A. Sink, Małgorzata Wałejko and Wong Ping Ho, London, Bloomsbury Academic: 2022, [2021], S. 310–322, ISBN 978-1-3501-6213-6, ISBN 978-1-3501-6217-4, ISBN 978-1-3501-6215-0.
- Janowicz, A., Klimek, M., & Krakowiak, P. (2021). Jak wspierać pracujących opiekunów rodzinnych? Brytyjskie inicjatywy jako praktyczne sposoby na zmniejszenie samotności w codziennym życiu opiekunów rodzinnych w Polsce. Family Forum, 11, 129-149. https://doi.org/10.25167/FF/3666, PDF in English available online: https://czasopisma.uni.opole.pl/index.php/ff/article/view/3666
- Piotr Krakowiak (2022), Wokół straty i żałoby. Jak sobie poradzić? Jak pomóc innym? Wydawnictwo Akapit - Fundacja Hospicyjna, Toruń-Gdańsk 2022, ISBN 978-83-63955-99-1, 248ss.; online: https://ksiegarnia.hospicja.pl/pl/p/Wokol-straty-i-zaloby/453; wkrótce będzie dostępna jako e-book.
- Piotr Krakowiak UMK, Mirosław Mejzner UKSW (2023), The Lord defends refugees, protects the orphan and the widow (Ps 146:8). Support after losses as a pastoral task for parishes. Pan strzeże przychodniów, chroni sierotę i wdowę (Ps 146,8).Pomoc po stratach oraz ważnym zadaniem duszpasterskim w parafiach. Paedagogia Christiana 2/52, 2023, artykuł dostępny online: https://paedchrist.umk.pl/zeszyt/2/52/2023/the-lord-defends-refugees-protects-the-orphans-and-widows-psalm-146-9-emerging-challenges-in-supporting-people-after-loss-and-traumatic-events